# Elsie Suréna
Elsie Suréna, née le 9 juin 1956 à Port-au-Prince en Haïti, est une écrivaine et artiste haïtienne. Elle est poétesse, écrivaine de littérature d'enfance et de jeunesse, photographe, journaliste et artiste visuelle en Haïti et au Canada.

## Biographie
Elsie Suréna naît à Port-au-Prince le 9 juin 1956 et grandit dans le sud d'Haïti. Elle suit des cours de droit et de journalisme au Cap-Haïtien. Elle étudie ensuite les arts visuels à l'École nationale des Arts dans les années 1980,, puis elle fréquente des ateliers de formation aux arts visuels, notamment le dessin le collage et la photographie à l'école du Boca Raton Museum of Art, en Floride, et à l'Armory Art Center de West Palm Beach, en Floride également. Elle étudie aussi la création littéraire et l'éducation au Cambridge Center for Adult Education, ainsi qu'au Boston Center for Adult Education. Elle vit plus de vingt ans au Cap-Haïtien dans le nord d'Haïti avant de revenir dans la partie sud de l'île. Depuis 2010, elle vit au Canada,. Professionnellement, elle est journaliste à Hearts, dans l'Ontario.
Elle écrit beaucoup de poésie, notamment des haïkus. Elle écrit surtout en créole haïtien et en français, parfois aussi en anglais et en espagnol. 
Ses écrits paraissent dans diverses anthologies et publications, dont Le Matin et Le Nouvelliste. Ses deux poèmes Lanmou se flè sezon et Ayiti pou toutan sont jugés « remarquables de finesse et de sensibilité ». Elle effectue également des traductions littéraires vers le créole haïtien.
Elsie Suréna pratique également la photographie et le collage. Ses œuvres visuelles sont présentés dans diverses expositions en Haïti, aux États-Unis, au Japon, en République dominicaine et au Canada,.

## Prix et distinctions
En 1999, Elsie est lauréate du concours Les Belles Provinciales organisé par le Ministère français de la Culture et de la Coopération. Elle reçoit en 2009 le Prix Belleville Galaxie au 5e Concours international Marco Polo pour haïku, en 2009. En 2009 et 2014, elle obtient une mention honorable au concours international de haïku du Mainichi Daily News à Osaka au Japon,. Elle reçoit aussi le prix du jury pour « Stone Steps », photographies d'exposition, publié par Delray Beach en Foride, États-Unis, en 2005.
Son recueil de poésie Amours jaunies suivi de Miscellanées est en 2023 un des trois ouvrages finalistes du prix Alain-Thomas du meilleur livre publié par un auteur francophone vivant en Ontario au Salon du livre de Toronto.

## Œuvres principales
D'après Île-en-île, ses œuvres principales sont :
- Mélodies pour soirs de fine pluie, poésie, 2002 ;
- Confidences des nuits de la treizième lune, poésie, 2003 ;
- Ann al jwe, littérature jeunesse, 2007 ;
- Haïkus d'un soir, poésie, 2009 ;
- Tardives et sauvages, poésie, 2009 ;
- L'Arbre qui rêvait d'amour, littérature pour la jeunesse, 2009 ;
- Lanmou se flè sezon, poésie, 2011 ;
- Retour à Camp-Perrin, nouvelles, 2013 ;
- Le Temps d'un amour, poésie, 2013 ;
- Dis aykou ak twa chante pou wou, poésie, 2013 ;
- Tankou fèy bannann sèch, littérature pour la jeunesse, 2014 ;
- Reflets d'automne dans la Mattawishkwia, poésie, 2017 ;